# Mundialito/Uruguay
Uruguay bei der Mundialito 1980/81 in Uruguay.

## Aufgebot Uruguays
| Torhüter                | Torhüter                         | Torhüter           | Torhüter | Torhüter | Torhüter | Torhüter | Torhüter |
| ----------------------- | -------------------------------- | ------------------ | -------- | -------- | -------- | -------- | -------- |
| Rodolfo Rodríguez       | Nacional Montevideo              | 20. Januar 1956    |          |          |          |          |          |
| Fernando Álvez          | CA Peñarol                       | 4. September 1959  |          |          |          |          |          |
| Abwehr                  |                                  |                    |          |          |          |          |          |
| Walter Olivera          | CA Peñarol                       | 26. August 1952    |          |          |          |          |          |
| Hugo de León            | Grêmio Porto Alegre              | 27. Februar 1958   |          |          |          |          |          |
| José Moreira            | Nacional Montevideo              | 30. September 1958 |          |          |          |          |          |
| Ariel Krasouski         | Montevideo Wanderers             | 31. Mai 1958       |          |          |          |          |          |
| Daniel Martínez         | Danubio FC                       | 21. Dezember 1959  |          |          |          |          |          |
| Eduardo De la Peña      | Nacional Montevideo              | 7. Juni 1955       |          |          |          |          |          |
| Víctor Hugo Diogo       | CA Peñarol                       | 9. April 1958      |          |          |          |          |          |
| Mittelfeld              |                                  |                    |          |          |          |          |          |
| Rubén Paz               | CA Peñarol                       | 8. August 1959     |          |          |          |          |          |
| Jorge Barrios           | Montevideo Wanderers             | 24. Januar 1961    |          |          |          |          |          |
| Angriff                 |                                  |                    |          |          |          |          |          |
| Waldemar Victorino      | Nacional Montevideo              | 22. Juni 1952      |          |          |          |          |          |
| Jorge Siviero           | Institución Atlética Sud América | 13. Mai 1952       |          |          |          |          |          |
| Julio César Morales     | Nacional Montevideo              | 16. Februar 1945   |          |          |          |          |          |
| Venancio Ramos          | CA Peñarol                       | 20. Juni 1959      |          |          |          |          |          |
| Nelson Luis Marcenaro   | CA Peñarol                       | 4. September 1952  |          |          |          |          |          |
| Roberto Arsenio Luzardo | Nacional Montevideo              | 4. September 1959  |          |          |          |          |          |
| Ernesto Vargas          | CA Peñarol                       | 1. Mai 1961        |          |          |          |          |          |
| Trainer                 |                                  |                    |          |          |          |          |          |
|                         | Roque Máspoli                    | 12. Oktober 1917   |          |          |          |          |          |

## Spiele Uruguays

### Vorrunde
| 30. Dezember 1980 |   |             |                                                         |
| Uruguay           | – | Niederlande | 2:0 (2:0) Tore: Venancio Ramos (31.), Victorino (45.)   |
| 3. Januar 1981    |   |             |                                                         |
| Uruguay           | – | Italien     | 2:0 (0:0) Tore: Morales (67. Elfmeter), Victorino (81.) |
| 6. Januar 1981    |   |             |                                                         |
| Italien           | – | Niederlande | 1:1 (1:1) Tore: Ancelotti (7.), Jan Peters (15.)        |

### Finale
| 10. Januar 1981 | Montevideo | Uruguay | – | Brasilien |  | 2:1 (0:0) Tore: Barrios (50.), Sócrates (62.), Victorino (80.) |